# Thomas Lykke Pedersen
Thomas Lykke Pedersen (født 7. februar 1962) er en dansk politiker, der fra 1. januar 2010 er borgmester i Fredensborg Kommune, valgt for Socialdemokraterne.
Pedersen tog HF-eksamen fra Rungsted Gymnasium i 1981. Han har bl.a. arbejdet som marketingkoordinator i Dansk Energi.
Han har været byrådsmedlem siden 1986, i perioden 2006-2009 som 2. viceborgmester og formand for Børneudvalget i kommunen. Efter kommunalvalget 2009 konstituerede han sig med Socialistisk Folkeparti, Det Radikale Venstre, Dansk Folkeparti, Konservative og Venstre.